# 전승훈 (1951년)
전승훈(全勝勳,  1951년 10월 27일 ~ )은 조선민주주의인민공화국의 정치인이다. 조선로동당 중앙위원회 위원 겸 최고인민회의 제13기 대의원이다.

## 생애
1951년 10월 황해남도에서 태어나 김책공업종합대학을 졸업했다. 1993년 3월 금속공업부 국장을 거쳐 1995년 11월 흑색금속수출입회사 사장에 이어 1998년 4월에 금속공업부 부부장에 올랐다. 같은해 9월, 내각 	금속기계공업상에 임명되었다. 2003년 9월 부총리에 오르면서 금속기계공업상에서 물러났다. 2007년 12월, 남북 경제협력공동위원회 북측 위원장직을 맡았다. 2011년 11월 금속공업상에 오른 이후에 다음해 8월 부총리에 임명되었다. 같은해 10월 금속공업상에서 물러난 뒤, 2014년 4월부터 2017년 10월까지 함경북도 당 책임비서를 지냈다.
2016년 5월, 조선로동당 제7차 대회에서 조선로동당 중앙위원회 위원에 임명되었다.

## 기타
1999년 9월 리종옥 사망과 2005년 10월 연형묵, 2008년 10월 박성철, 2009년 4월 홍성남, 2015년 11월 리을설 사망 당시에 국가장의위원회 위원을 맡았다.